# Sõmera
Sõmera (Duits: Sömmern) is een plaats in de Estlandse gemeente Saaremaa, provincie Saaremaa. De plaats heeft de status van dorp (Estisch: küla) en telt 32 inwoners (2021).
Tot in december 2014 behoorde Sõmera tot de gemeente Kärla, tot in oktober 2017 tot de gemeente Lääne-Saare en sindsdien tot de fusiegemeente Saaremaa.

## Geschiedenis
Sõmera werd voor het eerst genoemd in 1453 onder de naam Somer, een nederzetting op het landgoed van Kaarma-Suuremõisa (Duits: Karmel-Großenhof).
In de jaren vijftig van de 20e eeuw lag bij Sõmera een militair vliegveld. In 1961 werd op het terrein van het inmiddels gesloten vliegveld een sanatorium voor tuberculosepatiënten geopend. In 1976 werd het sanatorium een verpleegtehuis. In 1977 werd dit noordelijke deel van Sõmera bij Kärla gevoegd.
Tussen 1977 en 1997 maakte het buurdorp Arandi deel uit van Sõmera.